# Papamosques fosc
El papamosques fosc (Muscicapa tessmanni) és una espècie d'ocell de la família dels muscicàpids (Muscicapidae). És un ocell resident a l'Àfrica subsahariana des de Nigèria, la República Centreafricana, Sudan del Sud i Etiòpia i fins a Sud-àfrica cap al sud. El seu estat de conservació es considera de risc mínim.